# Graphiurus surdus
Graphiurus surdus là một loài động vật có vú trong họ Gliridae, bộ Gặm nhấm. Loài này được Dollman mô tả năm 1912.